# Хаданович Андрій Валерійович
Андрéй Вале́рійович Хадано́вич (біл. Андрэй Валер’евіч Хадановіч; 13 лютого 1973, Мінськ) — білоруський поет і перекладач.
За освітою філолог, спеціаліст з французької літератури. Закінчив філологічний факультет Білоруського державного університету (1995) і аспірантуру БДУ (1999). Викладає в БДУ історію французької літератури; також викладає в Білоруському гуманітарному ліцеї ім. Якуба Коласа. Член Союзу білоруських письменників і Білоруського ПЕН-клуба. Перекладає з французької, української і польської мови.
Перша книга віршів Хадановича була опублікована в українському перекладі: «Листи з-під ковдри» (Київ: Факт, 2002). В Києві була також опублікована його збірка вибраних віршів білоруською мовою: «From Belarus with Love» (Київ: Факт, 2005). Інші публікації: «Старыя вершы» (Мінськ: Логвінаў, 2003), «Лісты з-пад коўдры» (Мінськ: Логвінаў, 2004), «Землякі, альбо Беларускія лімэрыкі» (Мінськ: Логвінаў, 2005), «Бэрлібры: гісторыя ў чатырох фільмах» (Мінськ: Логвінаў, 2008). Вірші перекладались також на російську, польську, англійську, латиську, литовську, німецьку, словацьку мови.

Перемога на Головному Київському Слемі (Хаданович, Заславська, Мінкін), 2008

На думку деяких критиків, поезія Хадановича — важлива подія сучасної білоруської літератури; в його творчості, що відзначається багатством мови, стилістичними експериментами, досягнення східноєвропейської «книжної» поезії елегантно сплітаються з елементами сьогоденної культури (рок, реп, міська говірка).
У 106-ту річницю проголошення незалежності Білоруської Народної Республіки Голова Ради БНР Івонка Сурвіла підписала укази про нагородження Андрея Хадановіча медаллю ордена Погоні "за заслуги в білоруській культурі та освіті".

## Переклади українською
У 2006 році переклади віршів Хадановича друкував український літературний журнал "Сучасність" (№8, 2006) в “білоруському” числі журналу та того ж року отримав премію журналу "Сучасність".
- Андрей Хадановіч. "Листи з-під ковдри". Переклад з білоруської: Сергій Жадан, Дзвінка Матіяш, Максим Стріха, Мар'яна Савка, Іван Лучук. Київ: Факт, 2002. 84 стор. ISBN 966-664-054-6
- Андрей Хадановіч. "Таткові нотатки". Переклад з білоруської: Іван Андрусяк; малюнки: Юлія Стахівська. Київ: Грані-Т, 2011. 52 стор. (Серія "Дитяча іронічна поезія") ISBN 978-966-465-345-6
- Андрей Хадановіч. "Білоруський мужчина". Переклад з білоруської: В'ячеслав Левицький, Сергій Жадан, Дзвінка Матіяш, Олена Герасим'юк та Лариса Андрієвська; дизайн обкладинки: Ілля Стронґовський. Тернопіль: Крок. 2015. 132 стор. ISBN 978-617-692-260-5

## Громадська позиція
У червні 2018 підтримав відкритий лист діячів культури, політиків і правозахисників із закликом до світових лідерів виступити на захист ув'язненого у Росії українського режисера Олега Сенцова й інших політв'язнів.